# Sota Nagai
Sota Nagai (japanisch 永井 颯太 Nagai Sota; * 15. August 1999 in der Präfektur Chiba) ist ein japanischer Fußballspieler.

## Karriere
Sota Nagai erlernte das Fußballspielen in der Schulmannschaft der Chuo Gakuin High School sowie in den Universitätsmannschaften der Ryūtsū-Keizai-Universität. Seinen ersten Vertrag unterschrieb er am 1. Februar 2022 beim Iwaki FC. Der Verein aus Iwaki, einer Stadt in der Präfektur Fukushima, spielte in der dritten japanischen Liga. Sein Drittligadebüt gab Sota Nagai am 17. April 2022 (6. Spieltag) im Heimspiel gegen den FC Imabari. Bei der 0:1-Heimniederlage wurde er in der 81. Minute für Eiji Miyamoto eingewechselt. In seiner ersten Profisaison bestritt er sieben Ligaspiele. Am Ende der Saison feierte er mit Iwaki die Meisterschaft und den Aufstieg in die zweite Liga. Nach 44 Ligaspielen wechselte er im Januar 2024 zum Erstligisten Tokyo Verdy. Im Juli 2024 wechselte er bis Saisonende 2024 auf Leihbasis zum Zweitligisten Kagoshima United FC. Hier bestritt er drei Ligaspiele. Am Ende der Saison 2024 belegte er mit Kagoshima den 19. Tabellenplatz und musste somit in die dritte Liga absteigen. Nach dem Abstieg wechselte er im Februar 2025 ebenfalls auf Leihbasis zum Drittligisten FC Ryūkyū.

## Erfolge
Iwaki FC
- Japanischer Drittligameister: 2022  ▲